# 布留斯島
80°03′N 50°00′E / 80.050°N 50.000°E

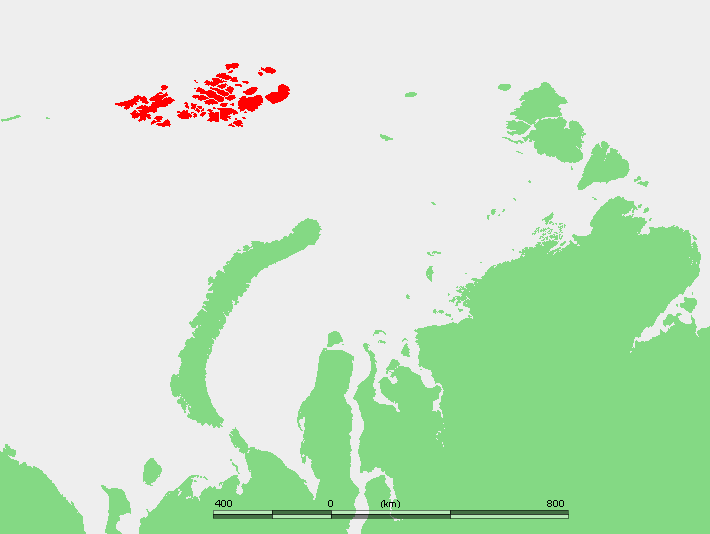

布留斯島是俄羅斯的島嶼，屬於法蘭士約瑟夫地群島的一部分，位於諾斯布魯克島西北面，由阿爾漢格爾斯克州負責管轄，面積191平方公里，最高點海拔高度301米。